# Charinus koepckei
Charinus koepckei är en spindeldjursart som beskrevs av Peter Weygoldt 1972. Charinus koepckei ingår i släktet Charinus och familjen Charinidae. Inga underarter finns listade i Catalogue of Life.